# Speleomantes italicus
Il geotritone italiano (Speleomantes italicus Dunn, 1923), noto anche come geotritone italico, è un anfibio caudato appartenente alla famiglia dei Pletodontidi.

## Descrizione
Il geotritone italiano (o italico) è una salamandra terrestre piccola e gracile con occhi grandi, ghiandole parotoidi, un cosiddetto solco naso-labiale, visibile tra narice e labbro superiore, e muso con un pronunciato bordo squadrato. La colorazione del dorso è molto variabile, perlopiù da brunastra a rossastra, con macchie marroni scure o ocra di varia conformazione. Anche il lato ventrale è brunastro, in parte con macchie chiare. Tanto fra le dita anteriori quanto fra quelle posteriori sono presenti membrane interdigitali ben sviluppate. I maschi sono spesso leggermente più piccoli e nella stagione riproduttiva presentano sul mento le cosiddette ghiandole mentoniere, che svolgono un ruolo durante l'accoppiamento. Ha una lunghezza totale di 10-12,5 cm.

## Biologia
I geotritoni europei fanno parte della famiglia dei Pletodontidi, caratterizzata dall'assenza di polmoni. Questi anfibi si riforniscono infatti di ossigeno attraverso la superficie della pelle e i tessuti della bocca e del naso. Per distinguere le otto specie europee finora individuate di questo gruppo dai loro parenti nordamericani, queste sono solitamente raggruppate nel genere Speleomantes, ma alcuni autori le lasciano anche nel genere Hydromantes. I geotritoni europei sono animali terrestri, poco agili nel nuoto ma ottimi scalatori, anche su pareti verticali. Per catturare le loro prede, come piccoli insetti, onischi e ragni, estroflettono dalla bocca la loro lingua, lunga quasi quanto tutto il corpo. La riproduzione di questa specie avviene, come per tutti i Pleurodontidi, sulla terraferma. Durante il corteggiamento, il maschio cinge la femmina per il dorso e con i suoi sottili denti mascellari pratica sulla cute della compagna delle minuscole abrasioni in cui sfrega le secrezioni della sua ghiandola mentoniera, dall'effetto stimolante. Segue una «marcia nuziale» in cui la femmina preleva con la propria cloaca gli spermatofori depositati dal maschio sul terreno (fecondazione interna). Vengono quindi deposte 5-15 uova, sotterrate in primavera in cavità situate in profondità nel terreno e sorvegliate dalla femmina. Il periodo di sviluppo dei piccoli all'interno delle uova, fino alla loro schiusa, può anche raggiungere i 6-11 mesi.

## Distribuzione e habitat
Il geotritone italiano vive in gran parte dell'Appennino settentrionale e centrale, da Toscana e Umbria fino all'Abruzzo, dove popola foreste e habitat freddi e umidi fino a 1600 m di altitudine. In alcune zone è anche molto comune e forma popolazioni dense, con gli animali che si possono trovare soprattutto in grotte, fessure tra rocce e cavità createsi sotto pezzi di legno marcio o pietre piatte.